# 下総三山の七年祭り
下総三山の七年祭り（しもうさみやまのしちねんまつり）は、日本の千葉県船橋市三山にある二宮神社を中心として、丑年と未年にあたる年に開催される寄合祭である。一般に「三山の七年祭り」として知られる。千葉県の無形民俗文化財指定。

## 祭りの概要

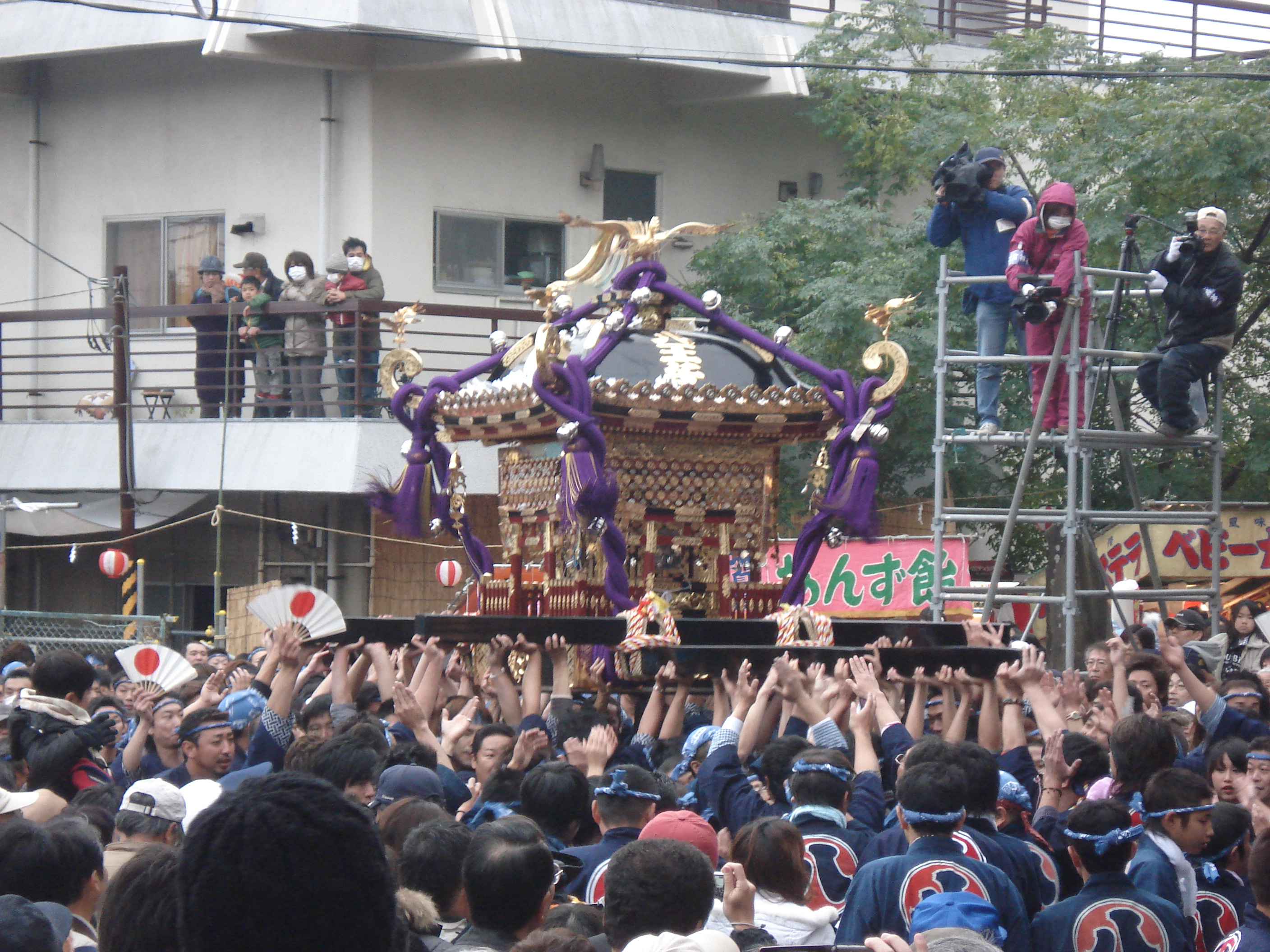
御礼大祭

船橋市・千葉市・八千代市・習志野市の9神社の神輿が二宮神社境内に参拝に訪れる寄合祭である。9月の小祭1日間と11月の大祭3日間にわたって行われる。なお、二宮神社の御輿は船橋市田喜野井地区と習志野市藤崎地区でかつぎ、禊祭の時には習志野市鷺沼地区に置かれる。
下総三山の七年祭りは、9月に開催される「小祭（湯立祭）」と11月に開催される「大祭」に区分され、さらに「大祭」は昼間に行われる「安産大祭」と夜半に行われる「磯出祭」に区分される。大祭の後には、各神社の地元で花流しが行われる。
まず、小祭（湯立祭）は9月中旬頃に二宮神社で開催され、船橋市田喜野井、習志野市藤崎の担ぎ手によって、二宮神社の神輿が三山地域を渡御する。続く大祭では、禊式が行われた後、9社の神輿が船橋市三山に集まり、定められた順序によって二宮神社に向かう。各神社の神輿は二宮神社近くの神揃場に集まり、献幣の儀を経て、「七曲り」と呼ばれる旧道を通って二宮神社に向かう。二宮神社以外の8社の神輿は、決まった順番で二宮神社に昇殿参拝する。参拝後、二宮神社・子安神社・三代王神社・子守神社の4社は千葉市幕張で磯出祭を行い、磯出祭に参加しない5社の神輿は、それぞれの神社に還御する。二宮神社（父・夫役）、子安神社（母・妻役）、三代王神社（産婆役）、子守神社（子守役）の4社は、千葉市幕張海岸の磯出御旅所で磯出祭（安産祈願の神事）を行う。磯出祭が終わると、二宮神社の神輿は津田沼の神之台に向かい、大祭は終了する。

## 祭りの由来
祭りの起源については諸説あるが、室町時代の頃に馬加城主の千葉康胤が嫡子出産に際し、二宮神社、子安神社、子守神社、三代王神社の神主に馬加村（幕張）の浜辺で安産祈願をさせたことに由来すると伝わる。祭りが現在の形式になった時期は不明だが、7年ごとの丑年と未年に行われるようになったのは、享保12年（1727年）とされる。 
また、平安時代の頃に菅原道真の祟りを恐れた藤原時平の子孫が久々田（習志野市菊田神社付近）の入江に上陸し、見失った姉の船に合図のを挙げた場所が神之台であり、その後師経は二宮神社に祀られたとする伝説もある。

## 参加地域・神社
参加する神社と役割（4市9神社）
- 二宮神社（にのみやじんじゃ）船橋市三山[3] - 父・夫[1]
- 子安神社（こやすじんじゃ）千葉市花見川区畑町[3] - 母・妻[1]
- 子守神社（こまもりじんじゃ）千葉市花見川区幕張町[3] - 子守[1]
- 三代王神社（さんだいおうじんじゃ）千葉市花見川区武石町[3] - 産婆[1]
- 菊田神社（きくたじんじゃ）習志野市津田沼[3] - 伯父[1]
- 大原大宮神社（おおはらおおみやじんじゃ）習志野市実籾[3] - 叔母[1]
- 時平神社（ときひらじんじゃ）八千代市萱田町大和田[3] - 長男[1]
- 高津比咩神社（たかつひめじんじゃ）八千代市高津[3] - 姫君[1]
- 八王子神社（はちおうじじんじゃ）船橋市古和釜町[3] - 末息子[1]

なお、江戸時代の1817年（文化14年）には「柱連下」（しめした）として以下の21箇村が参加している。
- 現千葉市（長作村・畑村・武石村・馬加村）
- 現習志野市（藤崎村・実籾村・鷺沼村・久々田村・谷津村）
- 現八千代市（麦丸村・萱田村・大和田村・高津村）
- 現船橋市（田喜野井村・中野木村・飯山満村・坪井村・古和釜村・大穴村・楠ヶ山村・八木ヶ谷村）

## 交通
最寄り駅
- JR総武線津田沼駅下車、バスで二宮神社停留所行き（20分）
- 京成本線京成大久保駅下車、日大生産工学部停留所まで徒歩7分。バスで二宮神社停留所下車（5分）なお復路は大久保十字路停留所下車となる。
- 京成松戸線薬園台駅下車、国道296号線まで徒歩（3分）⇒薬園台駅入口停留所よりバスで二宮神社停留所下車（10分）